# 李懿
李懿（1985年4月9日—），台灣模特兒。出身自中視綜藝節目《綜藝大哥大》的單元【明星研究所】。畢業於亞洲大學。2024年底成為台灣演藝圈第一位有聯結車駕照的女藝人。

## 主持作品
| 活動               | 平台       | 性質         | 備註 |
| 《女人我最大》     | TVBS歡樂台 | 助理主持     |      |
| 《國光幫幫忙》     | 三立都會台 | 助理主持     |      |
| 《旅行應援團》     | 衛視中文台 | 外景主持人   |      |
| 《歡樂幸運星》     | 衛視中文台 | 助理主持     |      |
| 《筆記台灣》       | 中視       | 外景主持人   |      |
| 《大陸尋奇》       | 中視       | 外景主持人   |      |
| 《台灣真棒》       | 中視       | 外景主持人   |      |
| 《沒玩沒了》       | 中視       | 外景主持人   |      |
| 《名模星任務》     | 中視       | 外景主持人   |      |
| 《麻辣天后傳》     | 中天電視   | 助理主持人   |      |
| 《驚奇4超人》      | 中天電視   | 外景主持人   |      |
| 《全民最大黨》     | 中天電視   | 助理主持     |      |
| 《地球人請回答》   | 中天電視   | 助理主持     |      |
| 《名模出任務》     | 華視       | 主持人       |      |
| 《《天才衝衝衝》》 | 華視       | 代班助理主持 |      |
| 《名模出任務》     | 華視       | 主持人       |      |
| 《ViVa TV》        | 東森購物台 | 主持人       |      |
| 《星奇網食》       | 年代MUCH台 | 主持人       |      |
| 《醫師好辣》       | 東森綜合台 | 助理主持人   |      |
| 《世界第一等》     | 八大綜合台 | 來賓         |      |

### 網路節目
- 《懿起聊天吧》主持人
- 《懿想天開》主持人

### 活動主持
- 捷乘歡迎2017桃園跨年晚會
- 2017太魯閣峽谷音樂節
- 名人來帶路李懿 - 臺北市集主題網
- 台南2019心時代跨年晚會
- 凹嗚狼人殺2021年度總冠軍

## 外部連結
- （繁體中文）李懿-Summer的Facebook專頁
- （繁體中文）李懿-Summer的Instagram帳戶
- YouTube上的李懿-Summer頻道